# Protium aracouchini
Espèce
Synonymes
Selon Tropicos (25 août 2024)
- Bursera aracouchili Baill.
- Elaphrium heterophyllum (Engl.) Rose
- Icica aracouchini Aubl. - Basionyme
- Protium aracouchini var. angustifolium Swart
- Protium divaricatum var. intermedium Swart
- Tingulonga aracuchini (Aubl.) Kuntze

Selon GBIF (25 août 2024)
- Amyris heterophylla Willd.
- Bursera aracouchini (Aubl.) Baill.
- Bursera eracouchii Baill.
- Bursera eracouchii Baill. ex Laness.
- Elaphrium heterpohyllum (Willd.) Spreng.
- Elaphrium heterpohyllum (Willd.) Spreng. ex D.Dietr.
- Hypelate geniculata (Spreng.) G.Don
- Icica aracouchini Aubl. - Basionyme
- Icica heterophylla DC.
- Icica parvifolia Spruce
- Icica parvifolia Spruce ex Engl.
- Icica trianensis Marchand
- Icica trianensis Marchand ex Engl.
- Melicocca geniculata Spreng.
- Protium aracouchini var. angustifolium Swart
- Protium divaricatum var. intermedium Swart
- Tingulonga aracouchini (Aubl.) Kuntze
- Tingulonga aracuchini (Aubl.) Kuntze

Protium guianense est une espèce d'arbre de la famille des Burseraceae.
Il est connu en Guyane sous le nom de Encens tite feuille (créole), Haiawa (Arawak), Tingimoni (Sranan tongo) et au Venezuela sous les noms de Caraña, Catamajaca, Catamajaca blanco, Catamajaca hoja fina, Catamajaca pie de teta, Chipodek (Arekuna), Kuñaduamoi (Yekuana), Tacamajaca, Tacamajaco.

## Description
Protium guianense est un arbre atteignant 2-10(20) m.
Les rameaux sont minces, glabres.
Les feuilles sont 3-7-foliées, rarement simples ou 9-foliées.
L'inflorescence est un panicule mince, fragile, long de 5-10(-20) cm de long, ramifié à partir de la base.
Les pédicelles sont longs de 0,1-0,2 cm.
Le fruit est une drupe largement ovoïde, 2-4-1obée, ou obliquement ovoïde (avec 1 pyrène), jusqu'à 2-2,3 x 1,1-1,5 x 1-1,2 cm, rouge, à base se rétrécissant sur 0,1~0,3 cm, l'apex longuement acuminé contenant 1-4 pyrènes,.

En 1952, Lemée en propose la description suivante de Protium aracouchini :

« P. Aracouchini March. (Icica A. Aubl., L heterophylla Dec.). Arbre à jeunes rameaux glabres ; feuilles à pétiole de 0,02-0,06, 1-3 (-4) paires de folioles (ou une seule foliole parfois), de 0,07-0,10 sur 0,03-0,04, oblongues-lancéolées ou -elliptiques à acumen obtus, chartacées glabres lisses, 10-12 paires de nervures secondaires ; inflorescences axillaires ramifiées à la base, lâches, plutôt pauciflores, glabres ; fleurs 4-mères jaunâtres, ovaire glabre, stigmate subsessile ; drupe ovoïde à un noyau ou globuleuse 2-4-lobée à 2-4 noyaux. Kourou. »

— Albert Lemée, 19523.

## Répartition
Protium guianense est présent du Colombie au Brésil, en passant par le Venezuela, le Guyana, le Suriname, la Guyane, le Pérou, l'Équateur, et la Bolivie.

## Écologie
Cet arbre est commun dans la forêt tropicale des Guyanes, et au Venezuela dans une grande variété de types de forêts inondées ou non inondées, des basses terres aux hautes terres, à 50-1 700 m d'altitude.
Son bois a été décrit.
L'huile essentielle issue de sa résine, ainsi que ses galles ont été analysées

## Protologue
En 1775, le botaniste Aublet propose le protologue suivant : 

« 4. ICICA (Aracouchini) balſamifera, foliis ternatis, quinatis. (TABULA 135.)
Arbor trunco quindecim-pedali, ad ſummitatem ramoſo ; ramis undique ſparſis ; ramulis flexuoſis & toliolis. Folia alterna, ternata aut impari-pinnata ; foliolis quinis, ovatis, glabris, integerrimis, duobus utrinque oppoſitis, coſtæ adnexis. Fructus racemoſi, axillares & terminales. Pericarpium : capsula coriacea, duo, tria aut quartuor angulata, extùs convexa, pulpa albâ, dulci, obvoluta.
E cortice inciſo ſtillat ſuccus balſamicus, ſubflaveſcens, odoris grati.
Fructum ferebat Junio.
Habitat in ſylvis prope originem fluvii Courou.
Nomen Caribæum ARACOUCHINI. 

L'ICIQUIER Aracouchini. (Tabula 133.)
Cet arbre eſt de moyenne grandeur ; ſon tronc s'élève à douze & quinze pieds, ſur huit à neuf pouces de diamètre ; ſon écorce eſt cendrée, liſſe ; ſon bois eſt blanc & caſſant. Il pouſſe vers ſon ſommet des branches les unes droites & les autres horiſontales, qui ſe répandent en tous ſens. Ses branches ſe partagent en rameaux grêles, garnis de feuilles alternes, ailées, à deux rangs, terminées par une impaire. Elles ſont compoſées & trois ou cinq folioles oppoſées, vertes, liſſes, entières, ovales, terminées par une longue pointe, les plus grandes folioles ont trois pouces de longueur, ſur un pouce & demi de largeur ; de l'aiſſelle des feuilles naiſſent des grappes de fruits, dont les pédoncules ſont grêles ; le fruit eſt une capsule verdâtre qui s'ouvre en deux, trois & quatre valves coriaces ; elles couvrent une ſubſtance ſucculente, blanche, laquelle ſe partage en deux, trois & quatre quartiers qui enveloppent chacune un osselet anguleux. 
Je n'ai pu rencontrer cet arbre en fleur, j'en ai trouvé une grande quantité de pieds chargés de fruits dans les forêts ſituées au deſſus du ſaut de la rivière de Courou, c'étoit dans le mois de Juin. 
Lorſqu'on entame l'écorce, ou qu'on coupe quelques branches, il en découle une liqueur jaunâtre, balſamique & aromatique, fluide comme de la térébenthine, & qui conſerve longtemps ſa fluidité. 
Les habitans en ſont un uſage familier pour guérir les bleſſures, ils en ont toujours chez eux ; c'eſt particulièrement dans le fruit du petit Coui qu'ils conſervent ce baume que leur apportent les Galibis, qui le nomment aracouchini. Les habitans du pays en envoient en préſent à leurs amis comme quelque choſe de précieux. Les Caraïbes ſe parfument avec ce baume en le mêlant avec l'huile du Carapa & la fécule du Rocou, mélange duquel ils s'enduiſent tout le corps, même les cheveux pour ſe préſerver de la pluie, & ſe garantir des inſectes, ne faiſant uſage d'aucuns vêtements. »

— Fusée-Aublet, 1775.